# Jimm
Jimm — многоязычное приложение для мобильных телефонов, позволяющее обмениваться сообщениями в сети ICQ и распространяющееся по лицензии GNU GPL.
Для работы приложения необходимо, чтобы телефон поддерживал платформу J2ME (MIDP).

## Системные требования для версии 0.5.1
- 70 Кб места в памяти телефона;
- 250 Кб динамической памяти.

## История создания Jimm
Создателем клиента Jimm является Мануэль Линсмаер (англ. Manuel Linsmayer). В 2003 году он выпустил клиент под названием Mobicq. Клиент позволял просматривать список контактов и обмениваться сообщениями по протоколу OSCAR (ICQ v8).
В 2004 году компания AOL запретила использовать название Mobicq, так как в нём содержится часть принадлежащей ей торговой марки — «ICQ». К этому моменту клиент уже умел выставлять статус, показывать информацию о собеседнике, воспроизводить звуки и отображать сообщения в чате. Было решено переименовать клиент в Jimm, что расшифровывается как Java Instant Mobile Messenger.
Позже к разработке клиента подключилось множество людей, которые улучшали и дорабатывали его возможности.

## Тестовые версии

### Бета
В апреле 2008 года началась работа над новой версией Jimm — 0.6.0. В разрабатываемую версию введено множество дополнительных функций, некоторые из которых до этого были реализованы в различных модификациях Jimm. Так, например, бета-версия включила в себя следующие возможности:
- чтение и установка X-статусов;
- пересылка файлов через web-сервер jimm.org;
- анимированные смайлики;
- просмотром аватара собеседника;
- анти-спам фильтр;
- отправка SMS и исходящие звонки по телефону не выходя из программы;
- новые цветовые схемы;
- удаление себя из списка контактов собеседника;
- интерфейс в том числе и на русском языке.

### Альфа
В мае 2009 года началась работа над новой версией Jimm — 0.7.0. Основные изменения 0.7.0 версии:
- Портретный режим работы приложения;
- Изменён способ обработки изображений;
- Полноценная поддержка xtraz-сообщений;
- Горизонтальный разделитель сообщении в окне чата;
- Переработаны горячие клавиши;
- Опциональная вибрация при исключениях;
- Модуль ACTIVITYUI;[3]
- Модуль SENSOR.[4]

## Разработчики
- Manuel Linsmayer — основатель проекта Jimm;
- Andreas «Rossi» Rossbacher;
- Денис «ArtDen» Артёмов;
- Иван «Rad1st» Микитевич.

## Модификации
Популярные модификации:
- Jimm от XaTTaB (исходный код) — одна из первых и лучших модификаций официального Jimm.
- Jimm от aspro (исходный код) — мультипротокольная модификация Jimm для обмена сообщениями через: ICQ, Jabber, Mail.Ru Агент и MSN.
- Jimm BEST от IGRYM (проект на GitHub) — самая популярная модификация Jimm от XaTTaB. С марта 2009 года самостоятельный проект.
- DiChat от MrDarK_AngeL (исходный код закрыт) — модификация Jimm от XaTTaB. С февраля 2008 года самостоятельный проект.
- QIP Mobile Java (исходный код по запросу Архивная копия от 12 августа 2019 на Wayback Machine) — модификация Jimm без указания на это. Основана на коде Jimm Aspro. Является копией Multi версии с изменённым функционалом.